# Matrice dégénérée
En mathématiques, une matrice carrée réelle est dite dégénérée si un de ses mineurs principaux est nul. Une matrice carrée réelle non dégénérée est donc une matrice dont tous les mineurs principaux sont non nuls.
Ces matrices interviennent dans l'étude des problèmes de complémentarité linéaire.

## Définition
Pour toute matrice M, on note MIJ la sous-matrice formée des éléments avec indices de ligne dans I et indices de colonne dans J.
Matrice non dégénérée — On dit qu'une matrice carrée réelle {\displaystyle M\in \operatorname {M} _{n}(\mathbb {R} )} est non dégénérée si tous ses mineurs principaux sont non nuls :
La matrice M est donc dégénérée si et seulement si, pour un certain vecteur non nul {\displaystyle u\in \mathbb {R} ^{n}}, il existe I et J, complémentaires dans {\displaystyle \{1,\ldots ,n\}}, tels que {\displaystyle M_{II}u_{I}=0} et {\displaystyle u_{J}=0}, ce qui équivaut à {\displaystyle u\circ (Mu)=0} où {\displaystyle \circ } désigne le produit de Hadamard.

## Complexité
Vérifier qu'une matrice donnée dans {\displaystyle \operatorname {M} _{n}(\mathbb {Q} )} est non dégénérée est un problème co-NP-complet,.

## Rôle dans les problèmes de complémentarité
La non-dégénérescence d'une matrice {\displaystyle M\in \operatorname {M} _{n}(\mathbb {R} )} est reliée à une notion d'unicité locale des solutions du problème de complémentarité linéaire {\displaystyle \operatorname {LCP} (q,M)}, dont l'espace des solutions est noté {\displaystyle \operatorname {SOL} (q,M)}. Cet espace est discret si et seulement si toute solution est localement unique, c'est-à-dire isolée dans {\displaystyle \operatorname {SOL} (q,M)}.
Matrice non dégénérée et complémentarité — Pour une matrice {\displaystyle M\in \operatorname {M} _{n}(\mathbb {R} )}, les propriétés suivantes sont équivalentes :
- {\displaystyle M} est non dégénérée ;
- pour tout {\displaystyle q\in \mathbb {R} ^{n}}, {\displaystyle \operatorname {SOL} (q,M)} a au plus {\displaystyle 2^{n}} éléments ;
- pour tout {\displaystyle q\in \mathbb {R} ^{n}}, {\displaystyle \operatorname {SOL} (q,M)} est fini ;
- pour tout {\displaystyle q\in \mathbb {R} ^{n}}, {\displaystyle \operatorname {SOL} (q,M)} est discret.